# Marc Van Ranst
Marc Van Ranst (Bornem, 20 juni 1965) is een Belgische gewoon hoogleraar in de virologie aan de Katholieke Universiteit Leuven.

## Loopbaan

### Opleiding
Marc Van Ranst studeerde twee jaar geneeskunde aan de campus Diepenbeek van het Limburgs Universitair Centrum (L.U.C.) waar hij in 1985 zijn kandidatuursdiploma behaalde. Hij studeerde in 1990 af aan de Katholieke Universiteit Leuven als arts en volgde sinds 1985 ook een opleiding aan het Leuvense Rega Instituut voor Medisch Onderzoek. De eerstvolgende vier jaar werkte hij aan het Albert Einstein College of Medicine in New York. In 1994 behaalde hij een doctoraat in de virologie. Nog eens vier jaar later werd hij specialist in de klinische biologie.

### Hoogleraar aan de Katholieke Universiteit Leuven

#### Academische carrière
Sinds 1 oktober 1999 is Marc Van Ranst hoogleraar aan de Faculteit Geneeskunde van de Katholieke Universiteit Leuven, waar hij virologie, epidemiologie en bio-informatica (comparatieve genomica) doceert c.q. doceerde. Hij is er ook lid van het Laboratorium Klinische en Epidemiologische Virologie (Rega Instituut), waarvan hij op 1 oktober 2018 diensthoofd werd. In 2010 werd Van Ranst lid van het Bestuurscomité UZ Leuven. In 2012 werd hij voorzitter van het Departement Microbiologie, Immunologie en Transplantatie van de Groep Biomedische Wetenschappen Katholieke Universiteit Leuven, alsook voorzitter van de Beoordelingscommissie van deze groep.
Van Ranst werd in 2014 diensthoofd laboratoriumgeneeskunde van het UZ Leuven. Hij is er tevens verantwoordelijke van het Aids Referentie Laboratorium en lid van de Divisie Leuven Universitair Vaccinologie Centrum.
Sinds 1995 is hij ook academisch verbonden aan de Faculty of Natural Sciences van de Karelsuniversiteit in Praag, waar hij bio-informatica doceert.

#### Vakliteratuur
Hij publiceerde meer dan 270 artikels in peer reviewed tijdschriften, alsook acht hoofdstukken in wetenschappelijke boeken over moleculaire evolutie en bio-informatica. Marc Van Ranst is tevens hoofdredacteur van VacciNews.net, een socialmediaplatform dat informatie verschaft over vaccins.

#### Prijzen en eerbewijzen
- 2004: European Clinical Virology Heine-Medin Award van de European Society for Clinical Virology.[9]
- 2005: eredoctoraat aan de Universiteit van Kalmar in Zweden.[3]
- 2020: loopbaanprijs Wetenschapscommunicatie vanwege de Koninklijke Vlaamse Academie en de Jonge Academie.[10]
- 2022: eredoctoraat aan de Vrije Universiteit Amsterdam.[11]
- 2023: eredoctoraat aan de Universiteit Leiden.[11]
- 2023: In januari werd aan Van Ranst een eredoctoraat toegekend van de Radboud Universiteit. Deze onderscheiding zal hij op 17 oktober ontvangen.[12]

### Leidende rol in het Belgische crisismanagement

#### Griepcommissaris
Op 1 mei 2007 werd Van Ranst op voorstel van minister van Volksgezondheid Rudy Demotte (PS) door de regering benoemd tot voorzitter van het wetenschappelijk comité van het in 2006 opgerichte 'Interministerieel Commissariaat Influenza'. Hij volgde daarmee Piet Vanthemsche op. Als Influenza Commissaris kreeg hij de opdracht om België voor te bereiden op een mogelijke grieppandemie bij de mens als gevolg van de vogelgriep. De opdracht behelsde ook het beheer over een Belgisch urgentieplan.

#### Mexicaanse griep
In 2009-2010 was hij verantwoordelijk als interministerieel commissaris voor crisismanagement tijdens de pandemie van de Mexicaanse griep.

#### COVID-19
Tijdens de coronapandemie van 2020 is Marc Van Ranst zowel lid van de 'Risk Assessment Group' (RAG), dat de risico's van het coronavirus SARS-CoV-2 voor de volksgezondheid analyseert, als van het 'Wetenschappelijk comité Coronavirus' dat de diverse Belgische gezondheidsautoriteiten adviseert over de bestrijding van het griepvirus, alsook prognoses maakt over de ontwikkeling en de verspreiding ervan in België. Beide organen vallen rechtstreeks onder de federale Minister van Volksgezondheid Maggie De Block (Open Vld). Sinds begin april 2020 maakte Marc Van Ranst ook deel uit van de zogenaamde GEES (Groep van Experts belast met de Exit-Strategie), een tienkoppige werkgroep van deskundigen die door premier Sophie Wilmès werd opgericht om de Belgische exitstrategie uit de lockdown voor te bereiden en de corona-maatregelen te versoepelen. Na de ontbinding van de GEES op 31 augustus 2020 zetelt Van Ranst voortaan als plaatsvervanger van de (eventueel verhinderde) infectiologe Erika Vlieghe in het vernieuwde Celeval (Cellule d'évaluation/Evaluatiecel), het belangrijkste federale adviesorgaan van de Nationale Veiligheidsraad.

### Kritiek
Voor zijn aanpak van de pandemie van de Mexicaanse griep in 2009 kreeg Van Ranst kritiek van de Belgische Vereniging van Artsensyndicaten (BVAS), die hem verweet de "fouten van zijn chaotische beheer" af te schuiven op de artsen en slecht te communiceren met de apothekers. Volgens Van Ranst zouden huisartsen zich gedragen als "zakkenrollers die zich verrijken door de vaccinatie te laten betalen als een gewone consultatie". Deze uitspraak plus de miscommunicatie zorgden ervoor dat de BVAS in oktober van datzelfde jaar zijn ontslag eiste. Hier werd geen gehoor aan gegeven: minister van Volksgezondheid Laurette Onkelinx bevestigde haar vertrouwen in Van Ranst, maar riep hem ook tot de orde. Drie maanden eerder had het Syndicaat Vlaamse Huisartsen al geklaagd dat ze zich genoodzaakt zagen om tegen betaling een voorschrift voor het anti-virale middel Tamiflu aan risicopatiënten (bejaarden, kinderen, chronisch zieken) voor de apotheek te schrijven gelet op de verzuimde bevoorrading aan de artsen en de gebrekkige distributie van de gratis griepremmer door het leger.
In november 2009 kreeg Van Ranst kritiek van Michel D'Hooghe, toenmalig voorzitter van de Medische Commissie van de FIFA, nadat Van Ranst zijn ongenoegen had geuit over enkele Belgische topvoetbalclubs die hun spelers hadden ingeënt tegen de Mexicaanse griep. Volgens Van Ranst ging het om misbruik van de openbare gezondheidszorg, omdat het vaccin alleen voor risicoberoepen en -patiënten bestemd was. D'Hooghe, die zich gesteund voelde door de Wereldgezondheidsorganisatie, meende dat de inenting toch nodig was voor topvoetballers, omdat die vaak reizen.
In het Franse maandblad Politique magazine van november 2010 werd Marc Van Ranst genoemd als een van de vijf experten van het wetenschappelijk comité van het Interministerieel Commissariaat Influenza, die het GlaxoSmithKline-vaccin tegen het Mexicaans griepvirus H1N1 hadden aanbevolen bij de federale overheid, die een financiële link hadden met datzelfde farmabedrijf. Volgens het artikel zou er bij de toekenning van het leveringscontract, dat verliep zonder openbare aanbesteding, bijgevolg sprake zijn van een belangenconflict. In een persoonlijke reactie op een internetforum wijst Van Ranst erop dat het normaal is dat universiteiten en onderzoeksinstituten voor hun fundamenteel of klinisch onderzoek onderzoeksgelden krijgen van farmaceutische firma's en dat deze samenwerking zelfs wordt aangemoedigd door de diverse overheden. Bovendien moeten activiteiten van artsen(verenigingen) die gesponsord worden door de farmaceutische industrie desgevraagd worden goedgekeurd met een visum van 'MDeon', een in 2006 opgericht, wettelijk erkend en zelfregulerend deontologisch platform dat bestaat uit vertegenwoordigers van farmabedrijven en artsenverenigingen en dat samenwerkt met het Ministerie van Volksgezondheid.

## Opiniemaker
Sinds april 2009 verscheen Van Ranst uitgebreid in de media in artikelen met betrekking tot de Mexicaanse griep. Door zijn plotse bekendheid werd hij ook gevraagd voor de populaire tv-quiz De Slimste Mens ter Wereld, waaraan hij deelnam in de uitzending van dinsdag 29 december 2009, maar direct strandde.
Sinds 2014 staat Van Ranst bekend als actieve twitteraar die zowel professionele als maatschappelijke thema's aansnijdt. Ook in kranten en andere publieke media schrijft hij geregeld controversiële opiniestukken over maatschappelijke en politieke problemen. Daarin trekt hij vooral van leer tegen (extreem-)rechtse en Vlaams-nationalistische standpunten van met name N-VA, het Vlaams Belang en de Vlaamse Beweging in het algemeen.
Marc Van Ranst schreef in de zomer van 2014, samen met 119 andere Vlaamse artsen, een opiniestuk over de situatie in Gaza. In een interview dat daaruit volgde gebruikte hij als eerste de term "Gazacaust", die verwijst naar de Holocaust en het Arabisch-Israëlisch conflict, meer specifiek het toen fel woedende conflict in de Gazastrook 2014. Van Ranst uitte met die term kritiek op de rol van Israël in dit conflict, waarbij hij het land verweet oorlogsmisdaden te begaan. Deze term stuitte op felle verontwaardiging van de Joodse gemeenschap in België.
Van Ranst is ook een vaak geziene gastspreker bij manifestaties van de uiterst linkse PVDA. In 2016 schreef Van Ranst het voorwoord in het boek 'Graailand' van PVDA-voorzitter Peter Mertens. In april 2019 verzette hij zich samen met onder meer Walter Zinzen tegen de volgens hen onwettige en ondemocratische weigering van vooral N-VA en Open Vld om een federale dotatie toe te kennen aan de PVDA. Zelf zegt hij ongebonden te zijn en niet achter alle standpunten van de PVDA te staan.
In januari 2019 gaf Van Ranst een opgemerkte lezing voor Chatham House, waarin hij de noodzaak benadrukt om in tijden van een pandemie meteen een eenduidige boodschap te laten domineren in de media. Volgens hem worden op die manier paniek en desinformatie voorkomen, maar critici betwijfelen of dergelijke communicatie neutraal kan zijn en zien een gevaar voor framing.
Van Ranst is regelmatig het doelwit van socialmedia-campagnes door rechtse Vlaams-nationalisten in België; zo gaf Staatssecretaris voor Asiel en Migratie Theo Francken in 2018 de bijnaam Doctor Haat aan Van Ranst. In augustus 2019 werd de Twitter-account van Van Ranst offline gehaald door het sociaal medium. Ook zijn Facebook-account werd voor 30 dagen geblokkeerd. Verschillende gebruikers hadden die accounts gerapporteerd bij de bedrijven. Van Ranst vermoedde dat het gaat om een georkestreerde actie van de Vlaams Belang Jongeren, wat door henzelf wordt ontkend.
In mei 2021 werd een uitgebreide zoektocht naar Jürgen Conings georganiseerd, een beroepsmilitair uit Dilsen-Stokkem, nadat hij Marc Van Ranst online had bedreigd en in de buurt van de woning van Van Ranst was gesignaleerd. De gezochte had extreemrechtse connecties en stond reeds langer bekend als potentieel gewelddadig. Conings had zware wapens uit zijn kazerne in Leopoldsburg ontvreemd en dat werd als een ernstige dreiging beschouwd. Er werden vier raketwerpers en een scherp gestelde boobytrap in zijn auto gevonden.

## Trivia
- Tijdens de coronapandemie van 2020 bracht de groep Supercontent een videoclip uit met het Marc Van Ranstlied, een ode aan de viroloog en alle verplegend personeel op de tonen van Marco Borsato's hit Hoe het danst.[46] Op YouTube ging het liedje met alle preventietips al snel viraal.[47][48]
- Van Ranst dook op als rapper in een clip van influencer Amir Motaffaf. De rap moest scholieren aanmoedigen om een mondmasker te dragen.[49]
- In januari 2022 had hij een gastrol in Echte Verhalen: De Buurtpolitie VIPS als zichzelf. Hij was ook te zien als zichzelf in Sterregem in 2024.
- In de Vlaamse gebarentaal heeft Van Ranst een eigen naamgebaar: Een V-gebaar met duim en wijsvinger dat begint bij de hals en versmalt richting borst. Het verwijst naar de V-halstruien die hij draagt. [50]